# Donald Johanson

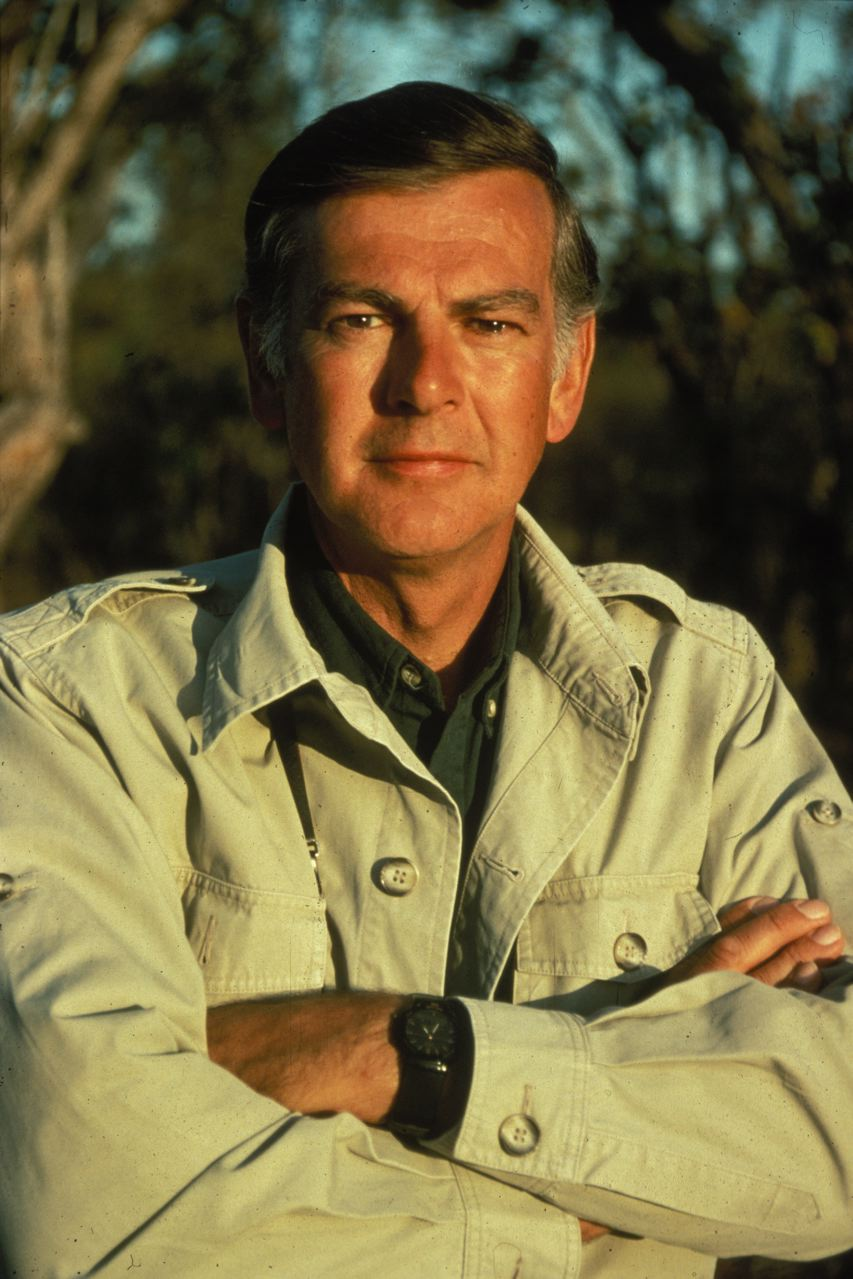
Donald Johanson

Donald Carl Johanson (* 28. Juni 1943 in Chicago, Illinois) ist ein US-amerikanischer Paläoanthropologe. International bekannt wurde er, nachdem er am 24. November 1974 das zu 20 Prozent erhaltene Skelett eines 3,18 Millionen Jahre alten weiblichen Australopithecus afarensis gefunden hatte. Das Fossil erhielt die wissenschaftliche Bezeichnung AL 288-1 („AL“ steht für „Afar Locality“), ist aber besser bekannt als „Lucy“.

## Leben
Don Johanson ist der Sohn schwedischer Auswanderer, die sich in Chicago niederließen, wo sein Vater als Frisör arbeitete. Der Vater starb, als sein Sohn zwei Jahre alt war, daraufhin zog seine Mutter mit ihm nach Hartford, der Hauptstadt des US-Bundesstaats Connecticut, wo er in ärmlichen Verhältnissen aufwuchs. Als Achtjähriger lernte er einen Nachbarn kennen, Paul Leser, der an der Hartford Seminary Foundation – einem theologischen Seminar – Anthropologie lehrte und als Kulturanthropologe regelmäßig in Tansania und Malawi forschte. Als „Ersatzvater“ weckte er bei Don das Interesse an der Anthropologie und an Afrika. Dennoch studierte Don Johanson von Februar 1962 bis Juni 1967 an der University of Illinois in Champaign-Urbana: zunächst zwei Jahre lang Chemie; sein Nachbar und Mentor hatte ihm geraten, im Zeitalter der Raumfahrt etwas „Praktisches“ zu studieren, mit dem man auch Geld verdienen könne – Physik, Chemie oder Biologie, aber keinesfalls ein Fach des 19. Jahrhunderts wie Anthropologie. Don langweilte aber das Chemie-Studium derart, dass er schließlich doch ins Fach Anthropologie wechselte und in diesem im Januar 1966 auch den Bachelor-Abschluss erwarb.
Aufgrund seiner guten Leistungen erhielt er von 1967 bis 1971 von den National Institutes of Dental Research ein Stipendium für die University of Chicago, wo der prominente Paläoanthropologe Francis Clark Howell lehrte. In Chicago erwarb Johanson im Juni 1970 mit einer Arbeit über Morphological and Metrical Variability in the Chimpanzee Molar Dentition den Magister-Abschluss und beschäftigte sich für seine Doktorarbeit ebenfalls mit der Bezahnung von Schimpansen. Er durchforstete alle europäischen Museen nach Schimpansen-Zähnen, was ihn eigenen Angaben zufolge fürchterlich langweilte, letztlich aber seiner späteren Arbeit optimal zugutekam, da die Zähne der Fossilien meist die am besten erhaltenen Fundstücke und die Menschen mit den Schimpansen am engsten verwandt sind. Für An Odontological Study of the Chimpanzee with Some Implications for Hominoid Evolution wurde er 1974 von der University of Chicago promoviert.
Bereits ab 1972 hatte er einen bis 1976 ausgeübten Lehrauftrag (Assistant Professor) an der Case Western Reserve University in Cleveland inne, dem sich von 1976 bis 1978 am selben Ort eine Tätigkeit als außerordentlicher Professor (Associate Professor) anschloss. Danach war er von 1978 bis 1981 sowohl in Cleveland als auch an der Kent State University in Kent (Ohio) als Adjunct Professor beschäftigt. Von 1983 bis 1989 folgte eine Professur für Anthropologie an der Stanford University.
Von 1972 bis 1997 war Don Johanson zudem als wissenschaftlicher Mitarbeiter und Berater für das Cleveland Museum of Natural History tätig.
1981 gründete Don Johanson das Institute of Human Origins, dessen Direktor er bis 2009 war. Es ist seit 1997 der Arizona State University in Tempe angegliedert, an der er seit 1997 als Professor für Anthropologie lehrt. Das interdisziplinäre Institut versucht u. a. von den Knochenfunden und anderen Indizien auf die Lebensweise und das Verhalten der Hominiden zu schließen.
Er ist Autor zahlreicher populärwissenschaftlicher Bücher und Filme zu Themen aus dem Gebiet der Paläoanthropologie. Ferner ist er Mitorganisator der mehrfach preisgekrönten Webseite „becominghuman.org“.

## Wissenschaftliche Erfolge

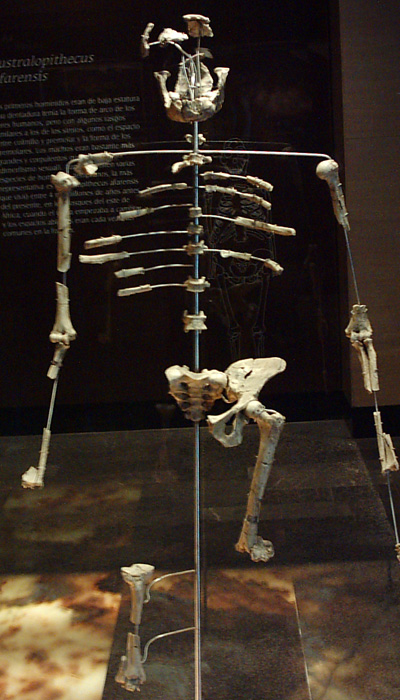
Nachbildung von Lucys Skelett im Museo Nacional de Antropología in Mexiko-Stadt

Noch während Don Johanson die Daten zu seiner Doktorarbeit sammelte, wurde er 1970 von Clark Howell dazu eingeladen, diesen als „Zahn-Experte“ auf einer Forschungsreise nach Äthiopien und Südafrika zu begleiten. Von 1970 bis 1973 hielt er sich daher mehrfach zu Feldstudien im Omo-Gebiet in Äthiopien auf. 1970 fuhr er zudem als Paläoanthropologe der International Omo Research Expedition auf Anregung des Geologen Maurice Taieb mit diesem und Jon Kalb für kurze Zeit in das äthiopische Afar-Dreieck, um zu erkunden, ob dort Ausgrabungen lohnend sein könnten und war überrascht von der Vielzahl an Tierfossilien. Sie lagen großflächig offen zu Tage, weil der früher über ihnen vorhandene Boden im Laufe der Jahrhunderte erodiert war. Daher wurde beschlossen, im folgenden Jahr eine umfangreiche Expedition dorthin zu organisieren. Von 1973 bis 1977 war Johanson daraufhin Direktor des US-amerikanischen Forscherteams der International Afar Research Expedition. 1973 entdeckte er im Afar-Dreieck – in Hadar am Fluss Awash – das Fossil AL 129-1, das erste Knie, das je von einem frühen Hominiden gefunden wurde. Es bewies, dass das Individuum zu Lebzeiten vor mehr als 3 Millionen Jahren aufrecht gegangen war, und ordnete es später der Art Australopithecus afarensis zu.
1974 wurde erneut in Hadar nach Fossilien gesucht, die Grabungskampagne endete mit einem sensationellen Erfolg: Am 24. November 1974 stieß Johanson, der an diesem Tag in Begleitung des Postdoc Tom Gray am Fundort 162 unterwegs war, gegen Mittag auf Lucy. Johanson zufolge erhielt das Fundstück noch am selben Abend seinen Namen, als man im Überschwang der Freude über die Entdeckung feierte und dabei immer wieder auch eine Tonkassette mit Beatles-Songs – darunter Lucy in the Sky With Diamonds – spielte und mitsang. Wer genau auf die Idee kam, diesen Namen zu verwenden, habe sich später nicht mehr feststellen lassen. Den Forschern sei aber sofort klar gewesen, einen bedeutenden Fund gemacht zu haben, da man äußerst selten zusammengehörige Bein-, Arm- und Rumpffragmente findet; wie außerordentlich der Fund war – dass er eine neue Hominiden-Art repräsentierte – stellte sich aber erst drei Jahre später aufgrund der Analysen im Labor heraus.
Yves Coppens zufolge wurde dem ersten, am 24. November gefundenen Knochenstück von Lucy zunächst keine besondere Aufmerksamkeit zuteil, da man zuvor bereits Dutzende ähnliche Funde in der Region gemacht hatte. Erst eine nachfolgende, genauere Untersuchung der Fundstelle habe ergeben, dass weitere Knochenfragmente offenbar vom selben, eindeutig weiblichen Individuum stammten, dass also eine bedeutende Entdeckung gemacht worden war. Erst an diesem Abend sei dann auch die Bezeichnung Lucy entstanden.
1975 ging in die Geschichte der Paläoanthropologie ein als das Jahr, in dem Johanson und seine Gruppe die so genannte erste Familie (AL 333) fanden – eine blumige Bezeichnung für den Fund von fossilen Knochen mehrerer Hominiden an einer Stelle.
1976 schließlich wurden weitere, allerdings etwas jüngere (2,5 Millionen Jahre alte) Hominiden-Überreste gefunden, erstaunlicherweise aber zusammen mit Steinwerkzeugen, und zwar den ältesten bis dahin gefundenen. Danach konnten wegen der instabilen politischen Situation 15 Jahre lang keine weiteren Ausgrabungen in Äthiopien durchgeführt werden. Stattdessen betrieb Johanson Feldforschung u. a. im Jemen und in Ägypten (1977), in Saudi-Arabien (1978) und in Jordanien (1984).
Seit 1974 war Johanson Kurator des Cleveland Museum of Natural History und versuchte gemeinsam mit Tim White, einem jungen Kollegen, die vielen gefundenen Hominiden-Fossilien wissenschaftlich zu beschreiben. Zunächst Tim White, dann auch Johanson kamen schließlich zu dem Ergebnis, dass sie alle derselben Art angehörten, dass die kleineren Individuen die weiblichen und die größeren die männlichen repräsentierten. Zu Ehren der Afar-Region benannte Johanson sie Australopithecus afarensis; bekannt gab er den Namen erstmals 1978 auf einem Symposium der Nobel-Stiftung in Schweden.
Auf Johanson geht auch der anfangs vor allem von Richard Leakey strikt abgelehnte, heute aber weithin akzeptierte Y-förmige Stammbaum zurück, dem zufolge von Australopithecus afarensis zum einen eine Entwicklungslinie zum modernen Menschen führte, zum anderen aber auch zu den so genannten robusten Australopithecinen (u. a. zu Paranthropus robustus und Paranthropus boisei).
Von 1985 bis 1988 erhielt Don Johanson die Erlaubnis, gleichsam in der Nachfolge des Leakey-Clans in Laetoli und in der Olduvai-Schlucht in Tansania nach Hominiden zu graben. Seit 1990 können auch in Äthiopien wieder Grabungen vorgenommen werden, bei denen mittlerweile Überreste von mehreren hundert Australopithecinen geborgen wurden, von männlichen und weiblichen, Kleinkindern und Jugendlichen. Für Don Johanson sind diese vielen Funde an einem Platz ein Hinweis darauf, dass auch Australopithecus in Gruppen gelebt hat.
Lucy befindet sich heute im Nationalmuseum von Äthiopien; ein detailgetreuer Abguss des Originals ist im Frankfurter Senckenberg-Museum ausgestellt.

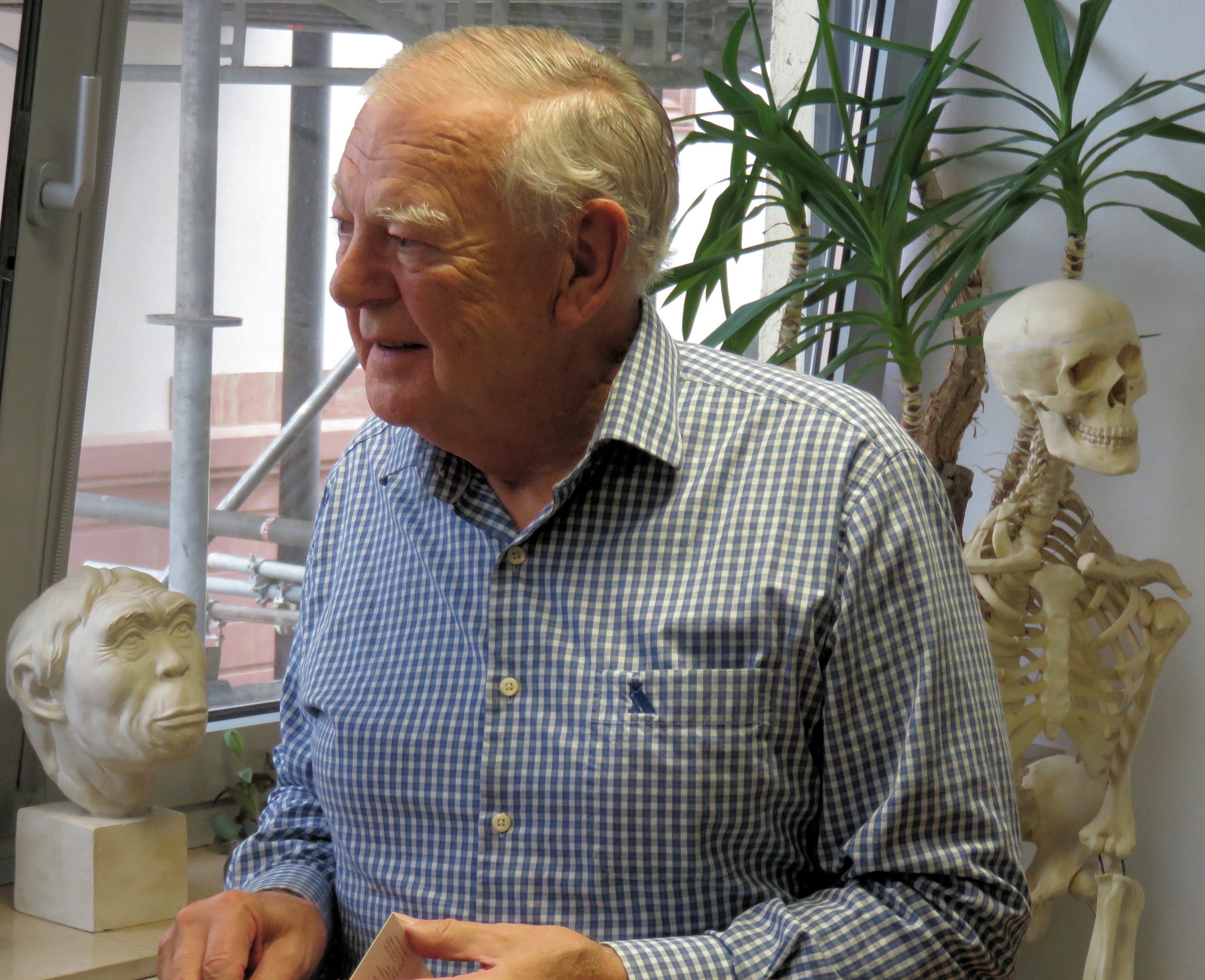
Donald Johanson, 2018

## Ehrungen
- Don Johanson ist seit 1979 Ehrendoktor der John Carroll University (Cleveland) und seit 1985 des College of Wooster (Wooster).
- Für sein Buch Lucy: The Beginnings of Humankind erhielt er 1982 den American Book Award in Science.
- 2015 wurde ein Asteroid, an dem die Raumsonde „Lucy“ im April 2025 vorbeifliegen soll, nach ihm benannt: (52246) Donaldjohanson.
- 2014 erhielt er den Emperor Has No Clothes Award der Freedom From Religion Foundation.[4]

## Schriften (Auswahl)
- Ethiopia yields first „family“ of early man. In: National Geographic Magazine. Band 150, Nr. 6, 1976, S. 790–811.
- mit Blake Edgar: Lucy und ihre Kinder. Mit Photographien von David Brill, aus dem Englischen übersetzt von Sebastian Vogel, 2. aktualisierte und erweiterte Auflage. Elsevier Verlag, München 2006, ISBN 978-3-8274-1670-4.
- mit C. Owen Lovejoy, A. H. Burstein und K. G. Heiple: Functional implications of the Afar knee joint. In: American Journal of Physical Anthropology. Band 44, Nr. 1, 1976, S. 188 (Abstract).
- mit Tim White und Yves Coppens: A new Species of the Genus Australopithecus (Primates: Hominidae) from the Pliocene of Eastern Africa. In: Kirtlandia. Nr. 28, 1978.
- mit Tim White: On the status of Australopithecus afarensis. In: Science. Band 207, Nr. 4435, 1980, S. 1102–1103, doi:10.1126/science.207.4435.1102.
- als Mitautor: Lucy und ihre Kinder. Spektrum Verlag, 2000, ISBN 3-8274-1049-5.
- mit Maitland A. Edey: Lucy. Die Anfänge der Menschheit. Piper, 1994, ISBN 3-492-11555-1.
- mit James Shreeve: Lucys Kind. Auf der Suche nach den ersten Menschen. Piper, München 1990, ISBN 3-492-03390-3.

## Belege
1. ↑  Donald Carl Johanson, Maitland A. Edey, Lucy. Die Anfänge der Menschheit,  ISBN 3-492-11555-1, ISBN 3-548-34215-9, S. 85 ff.
2. ↑  Unter der Bezeichnung International Omo Research Expedition und International Afar Research Expedition fanden Grabungskampagnen in den Jahren 1972, 1973, 1974, 1975 und 1976/77 statt.
3. ↑  Öffentlicher Vortrag von Yves Coppens am 15. November 2006 im Senckenberg-Museum, Frankfurt am Main.
4. ↑  Donald C. Johanson - Freedom From Religion Foundation. In: ffrf.org.

| Personendaten    | Personendaten                                           |
| ---------------- | ------------------------------------------------------- |
| NAME             | Johanson, Donald                                        |
| ALTERNATIVNAMEN  | Johanson, Donald Carl                                   |
| KURZBESCHREIBUNG | US-amerikanischer Paläoanthropologe, Entdecker von Lucy |
| GEBURTSDATUM     | 28. Juni 1943                                           |
| GEBURTSORT       | Chicago                                                 |